# ミック・キング
ミック・キング（Mick King、本名：Joseph Wakefield Kemp、1893年6月24日 - 1923年1月1日）は、1910年代のオーストラリアのプロボクサー。元オーストラリア公認世界ミドル級チャンピオン。シドニー生まれ。

## 略歴
1914年11月28日、強豪ジェフ・スミスに20回判定勝ち、オーストラリア公認世界ミドル級チャンピオンとなる。しかし、わずか29日後の同年12月26日、前王者スミスとの再戦で逆に20回判定負け、短命王者に終わった。
翌1915年2月20日、王座奪回を目指して再びスミスに挑んだが、20回判定負け。1915年6月12日、レス・ダーシーの手に移っていた同王座に挑戦したが、これも10回TKO負け。結局、王座返り咲きはならなかった。後に米国のリングに活動の場を移したが成績は揮わず、1920年に引退した。

## 通算戦績
80戦43勝（26KO）24敗12引分け1無判定（判明分のみ）